# Guibemantis depressiceps
A Guibemantis depressiceps  a kétéltűek (Amphibia) osztályába és  a békák (Anura) rendjébe aranybékafélék (Mantellidae) családjába tartozó faj. 

## Előfordulása
Madagaszkár endemikus faja. A sziget keleti részén, a tengerszinttől 1200 m-es magasságig honos.

## Megjelenése
Közepes méretű Guibemantis faj. A hímek testhossza 32–45 mm, a nőstényeké 35 mm körüli. Háti bőre sima, színe változatos, gyakran hosszanti sötétbarna csíkkal.

## Természetvédelmi helyzete
A vörös lista a nem fenyegetett fajok között tartja nyilván. Elterjedési területe nagy, élőhelyének módosulásához jól alkalmazkodik, bár teljesen nyílt területeken nem képes fennmaradni, populációja nagy számú. Több védett területen is megtalálható. Erdei élőhelyének területe csökkenő tendenciát mutat a mezőgazdaság, a fakitermelés, a szénégetés, az invázív eukaliptuszfajok terjeszkedése, a legeltetés és a lakott területek növekedése következtében. Élőhelyét a tetők borításához használt Pandanus levelek gyűjtése is rombolja.